# Hội phụ huynh
Hội phụ huynh hay Hội phụ huynh học sinh hay Ban đại diện cha mẹ học sinh là một hội, ban, tập hợp một nhóm thành viên của những bậc cha mẹ có con em đang theo học tại các trường học ở bậc Tiểu học, Trung học, phổ thông. Hội phụ huynh học sinh trong các nhà trường phổ thông được lập ra với mục đích là cầu nối giữa nhà trường và phụ huynh học sinh để giải quyết các vấn đề ngoài quyền hạn của nhà trường. Ở Mỹ có thành lập tổ chức tương tự là Hội Phụ huynh và Giáo viên (Parent-Teacher Association). Ở Việt Nam, Hội phụ huynh là tổ chức phổ biến trong nhà trường.

## Tổ chức và hoạt động
Ở Việt Nam, theo quy định của pháp luật Việt Nam tại Điều 96 Luật Giáo dục quy định: "Ban đại diện cha mẹ học sinh (Ban phụ huynh) được tổ chức trong mỗi năm học ở giáo dục mầm non và giáo dục phổ thông, do cha mẹ hoặc người giám hộ học sinh từng lớp, từng trường cử ra để phối hợp với nhà trường thực hiện các hoạt động giáo dục". Hội phụ huynh được thành lập thông qua việc nhà trường phải tổ chức đại hội hội phụ huynh, bầu đại diện một cách công khai và dân chủ, sau đó đại diện được bầu mới hoạt động, triển khai các chính sách.
Hoạt động của Hội phụ huynh thông qua việc họp phụ huynh, các dịp hội họp, khai trường, tổng kết, bế giảng... thông qua Hội phụ huynh, hình thành nên cầu nối giữa nhà trường và gia đình, học sinh, các bậc cha mẹ có thể nắm rõ tình hình học tập, tình trạng của con em bên cạnh việc theo dõi sổ báo bài. Trong thời kỳ bao cấp, Hội phụ huynh học sinh đã có những đóng góp to lớn trong việc quản lý học sinh khi ở trường cũng như khi ở nhà.
Tuy nhiên có những phản ảnh trong hoạt động của Hội phụ huynh theo đó, vai trò tích của hội phụ huynh đã không còn như trước nữa có những Hội phụ huynh là nơi hợp thức hoá các khoản thu bất hợp pháp cho nhà trường. Nhiều ý kiến cho rằng Hội phụ huynh có sự thông đồng với nhà trường để thu các khoản bất chính.

## Thực trạng

### Các khoản thu
Trong giai đoạn hiện nay ở Việt Nam, do ảnh hưởng của mặt trái của nền kinh tế thị trường nên vai trò tích của hội phụ huynh đã thay đổi, tình trạng đóng nhiều các loại phí trong các nhà trường, Hội phụ huynh phải gánh vác trọng trách cùng với xã hội giúp nhà trường trong sạch hơn nhưng ngược lại Hội phụ huynh lại là nơi hợp thức hoá các khoản thu bất hợp pháp cho nhà trường, làm biến chất một bộ phận giáo viên lợi dụng Hội phụ huynh để trục lợi.
Theo thông lệ thì có sự phân biệt các khoản do nhà trường thu và các khoản khác do Ban phụ huynh đứng ra thu. Đó là những khoản phụ huynh tự thống nhất, hoặc có trao đổi với nhà trường thu để phục vụ các cháu học tập như nước uống, trông giữ xe… (gọi là ngoài luồng). Tuy nhiên theo phản ảnh thì những chuyện này thường mập mờ, biến tấu trong các trường. Đặc biệt là việc thu không đúng, thu quá nhiều khoản (trong đó nhiều khoản không phục vụ hoạt động dạy học) khiến người dân không an tâm khi đóng tiền. Trong khi đó người dân ít được biết về kết quả công tác giám sát, kiểm tra tài chính của các trường. Vì thế, năm nào cũng vậy, nhà trường vẫn thu được tiền của phụ huynh thông qua hội phụ huynh học sinh, bằng "chiêu bài" vận động đóng góp tự nguyện. Có những Hội phụ huynh đã triển khai các khoản thu như:
- Thu tiền học quá buổi (Nhà nước cấm học thêm giờ thì chuyển thành học quá buổi)
- Thu học tin học (mặc dù Nhà nước đã đầu tư nhiều tỷ đồng cho tin học học đường)
- Thu tiền học ngoại ngữ
- Thu quỹ hội phụ huynh... Trong đó có nhiều ý kiến của những người quản lý cho rằng việc thu quỹ hội phụ huynh trường là lạm thu.[2]

Mặt khác trình tự hoạt động không đúng quy định, cụ thể là nhà trường phải đại hội hội phụ huynh trước, bầu đại diện một cách công khai và dân chủ, sau đó đại diện được bầu mới có thể đề nghị mức đóng góp vào quỹ hội phụ huynh ở cấp nhà trường. Tuy nhiên, nhiều trường thì ngày đầu tiên phụ huynh được mời đến họp phụ huynh thì đại diện phụ huynh lớp (lớp cũ) thông báo mức đóng quỹ hội phụ huynh ở cấp nhà trường và cả ở cấp lớp. Tuy rằng đầu năm học mới ngành giáo dục và chính quyền các cấp lại có văn bản yêu cầu các trường không được thu tiền của học sinh ngoài những khoản đã quy định. Nhưng thực tế, những khoản tiền phải đóng ngoài quy định vẫn tăng. Các trường "đẩy" cho hội phụ huynh vận động và thu, dần biến hội này thành nơi vận động thu khá nhiều khoản tiền.

### Các ý kiến
Theo giáo sư, đại biểu Quốc hội Nguyễn Lân Dũng, thì nhà trường thường dựa vào các Hội phụ huynh học sinh để thực hiện việc thu thêm các khoản tiền ngoài quy định chung. Khuynh hướng chung của phụ huynh là không muốn làm mất lòng nhà trường và thường cố gắng để đóng góp. Với những gia đình khá giả thì khoản tiền này không có gì khó khăn để bỏ ra, nhưng với số đông các gia đình cán bộ, viên chức, công nhân, nông dân, người buôn thúng bán mẹt…thì quả thực là hết sức khó khăn. Do không thể làm khác được nên đành phải đi vay mượn vào đầu các năm học và rất khó khăn để hoàn trả số tiền phải vay mượn này. Giáo sư Đào Trọng Thi cho rằng, việc thu tiền đầu năm học tại nhiều nhà trường có sự mập mờ, biến tấu, dù là phụ huynh thu nhưng có thể nhà trường đứng đằng sau, các khoản phụ huynh thu nhưng lại có chuyện nhà trường đứng đằng sau, hoặc là nhà trường đứng ra thu hộ phụ huynh. Ở đây có sự chỉ đạo từ phía nhà trường.
Có các kiến nghị cho rằng Hội phụ huynh cần hoạt động độc lập, cần có một ban phụ huynh đúng nghĩa, hoạt động độc lập. Ban phụ huynh này phải do phụ huynh tự bầu ra chứ không phải do nhà trường giới thiệu, chỉ định từ trước. Phụ huynh họp thì cô giáo chủ nhiệm không nên dự. Một ban phụ huynh do nhà trường chọn ra sẽ không ổn, phụ huynh "đại gia" thường sẵn sàng đóng góp nhiều hơn, áp đặt phụ huynh khác".
Hội phụ huynh cần có cơ chế thảo luận dân chủ, ra quyết định về những khoản đóng góp, có thể bỏ phiếu kín. Phụ huynh phải tự tạo ra cơ chế hoạt động, không phụ thuộc vào nhà trường. Hội phụ huynh đúng nghĩa không phải là công cụ thụ động của nhà trường. Họ phải đại diện cho đại bộ phận cha mẹ học sinh chứ không phải đại diện cho nhà trường hay ý muốn của một số vị phụ huynh nào đó. Mọi khoản thu chi đều phải kiểm soát công khai, minh bạch. Và công khai, minh bạch các nguồn thu chi từ đóng góp của phụ huynh, phải nhận thức và hành động đúng về trách nhiệm của ban đại diện cha mẹ học sinh thì công tác giáo dục mới có hiệu quả.